# Кольский, Карел
Ка́рел Ко́льский (чеш. Karel Kolský; 21 сентября 1914, Крочеглавы, Австро-Венгрия — 17 февраля 1984) — чехословацкий футболист, тренер. Выступал на позиции полузащитника.

## Карьера
В качестве игрока выступал за чехословацкие клубы «Кладно», «Спарта» (Прага) и «Спарта» (Упице). Четырежды становился чемпионом Чехословакии в составе пражской команды. Выступал за сборную, провёл 15 матчей. Участник чемпионата мира 1938 года. На том турнире чехословаки в 1/8 финала в дополнительное время обыграли Нидерланды, но в четвертьфинале в переигровке уступили сборной Бразилии.
После завершения карьеры перешёл на тренерскую работу. В 1951 году возглавил столичную «Дуклу». Работал с ней семь лет, одновременно в 1956 и 1958 годах возглавляя сборную. С клубом три раза становился чемпионом страны. В 1958 году руководил Чехословакией на чемпионате мира. Там команда заняла третье место в группе, уступив Северной Ирландии и сыграв вничью с ФРГ.
После первенства, Кольский возглавил «Спарту». Четыре года работы не были плодотворными, и Карел уехал в Польшу, в «Вислу». В сезоне 1963/64 «Висла» заняла предпоследнее, 13-е место и вылетела из высшей лиги. Кольского уволили, и он вернулся в Чехию, возглавив «Спартак» из города Брно. Через два года он ушёл, и стал тренером «ЛИАЗа». Из него также через два года ушёл. На один год стал тренером «Шкоды» из Пльзеня.
В 1970—1971 годах работал со «Спартой», затем ушёл в «СОНП». Последним его клубом стал «Руда Гвезда», в котором он работал с 1976 по 1978 год.

## Достижения

### Игрока
- Чемпион Чехословакии (4): 1937/38, 1938/39, 1945/46, 1947/48

### Тренера
- Чемпион Чехословакии (3): 1953, 1956, 1957/58